# Centaurea macrocephala
Centaurea macrocephala là một loài thực vật có hoa trong họ Cúc. Loài này được Puschk. ex Willd. mô tả khoa học đầu tiên năm 1803.